# آنا روز
آنا روز (بالإنجليزية: Anna Rose)‏ هي كاتِبة أسترالية، ولدت في 14 أبريل 1983 في نيوكاسل في أستراليا.